# Principado de Acaya
El Principado de Acaya, también llamado Principado de Morea, fue uno de los tres estados vasallos del Imperio Latino que reemplazaron al Imperio bizantino tras la conquista de Constantinopla por los cruzados durante la Cuarta Cruzada. Se convirtió en vasallo del reino de Tesalónica, junto con el Ducado de Atenas, hasta que Tesalónica fue capturada por Teodoro Comneno Ducas, el déspota de Epiro, en 1224. Luego de esto, Acaya se convirtió durante algún tiempo en un polo de poder de Grecia, y a mediados del siglo XIII la corte de Andravida era considerada el mejor exponente de la caballería por los europeos occidentales.

## Fundación
Acaya fue fundada en 1205 por Guillermo de Champlitte y Geoffrey I de Villehardouin, que emprendieron la conquista del Peloponeso en nombre de Bonifacio de Montferrato, rey de Tesalónica. Con una fuerza de no más de 100 caballeros y 500 infantes, tomaron Acaya y Élide, y después de derrotar a los griegos locales en la Batalla del Olivar de Koundouros, se hicieron dueños de Morea. La victoria fue decisiva, y después de la batalla toda resistencia de los locales se limitó a unos pocos fuertes, que continuaron manteniendo. La fortaleza de Araklovon en Elis, fue defendida por Doxapatres Boutsaras, que soportó los ataques hasta 1213, cuando la guarnición finalmente se rindió. El fuerte de Monemvasia, y los castillos de Argos, Nauplia y Corinto bajo León Sgouros resistieron hasta su suicidio en 1208. Para 1212, estos también habían sido conquistados, y organizados como el señorío de Argos y Nauplia, y sólo Monemvasia continuó resistiendo hasta 1248. Guillermo de Champlitte gobernó Acaya hasta que partió a Francia para asumir una herencia, pero murió en el camino en 1209. Fue sucedido por Geoffrey I de Villehardouin, que gobernó hasta su muerte en 1219.

## Organización del principado

### Organización territorial
Acaya era bastante pequeña: consistía en la península del Peloponeso (entonces conocida como Morea), pero era bastante rica, exportando vino, pasas, cera, miel, aceite y seda. La capital del Principado estaba originalmente en Andravida. Limitaba al norte con Epiro y el Ducado de Atenas y rodeado por los territorios venecianos ocupados en el mar Egeo, incluyendo las fortalezas de Modon y Coron en el Peloponeso.
Geoffrey I dividió el territorio de su nuevo dominio entre sus seguidores. El Principado fue dividido en 12 baronías, cada una consistente en varios feudos más pequeños, que fueron unidades territoriales y financieras, cada uno correspondiente a un ingreso de 1000 hyperpyra. Estos fueron: la baronía de Akova (Matagrifon) ubicado en Arcadia con 24 feudos, de Skorta (en Karitena) con 22 feudos, de Nikli y Geraki con 6 feudos, de Kalavrita con 12 feudos, de Vostitza con 8 feudos, de Veligosti, Gritzena, Passavant (en Laconia) y Chalandritsa con 4 feudos, mientras que la baronía de Kalamata fue conservado como un feudo personal por los Villehardouins. También hubo siete baronías clericales, dirigidas por el obispo de Patras. También se les concedió propiedades extensas a las órdenes militares de los Templarios, los Hospitalarios y los Caballeros Teutónicos.

### Gobierno y administración
Los más importantes señores seculares y eclesiásticos participaban en el consejo de la «Gran Corte», que era presidida por el Príncipe. El consejo tenía una gran autoridad, y sus decisiones eran vinculantes para el Príncipe. Las mayores autoridades del Principado eran el canciller, el primer ministro del príncipe, el bailío, el condestable, el tesorero, el protovestiarios, a cargo del tesoro personal del príncipe, y el pourveur des chastiaux, quien era responsable del reabastecimiento de los castillos.
El Principado también produjo un único conjunto de leyes, el «Assize de Romania», que combinaba aspectos del derecho bizantino y francés, y se convirtió en base para las leyes de los otros estados cruzados. Varios títulos bizantinos, como logoteta y protovestarios continuaron en uso, aunque estos títulos fueron adaptándose a las concepciones del feudalismo occidental. El sistema bizantino de pronoia también fue adaptado para encajar en el feudalismo occidental, los campesinos (paroicos) poseían técnicamente la propiedad de sus tierras, pero los deberes militares y los impuestos que no habían sido objeto bajo el sistema de pronoia les fueron impuestas por sus nuevos amos franceses.
Los barones francos estaban sometidos a pesadas obligaciones militares. Tenían que servir cuatro meses al año con el ejército del Principado y cuatro meses más de guardia en varios castillos. No podían abandonar el Principado, excepto con el permiso del Príncipe, y aun así tenían que regresar dentro de dos años y dos días o confiscaban sus bienes.

### El principado en elsigloXIII
Godofredo I fue sucedido por su hijo Godofredo II, que gobernó hasta su muerte en 1245. Mediante la confiscación de los impuestos eclesiásticos, en los años 1221-1223 construyó un poderoso castillo en Clemutsi, cerca de la actual Kastro-Kyllini, que utilizó como su residencia principal. Debido a esto, entró en conflicto con la Iglesia Católica, y fue brevemente excomulgado por el Papa. Cuando Juan III de Nicea sitió Constantinopla en 1236, Godofredo II acudió en ayuda del Imperio latino con 100 caballeros, 800 arqueros y 6 barcos.
Bajo su hermano y sucesor, el príncipe Guillermo II de Villehardouin, el Principado alcanzó su apogeo. Guillermo era un poeta y trovador, y su corte tuvo su propia Ceca en Glarenza, y una próspera cultura literaria, utilizando una forma distinta de habla francesa. En 1249, Guillermo II trasladó la capital de Acaya a la recién construida fortaleza de Mistrá, cerca de la antigua Esparta. En 1255 se vio envuelto en la guerra de sucesión eubeota, y en 1259 se alió con Miguel II, déspota de Epiro, contra Miguel VIII Paleólogo de Nicea. Sin embargo, Miguel II después desertó para unirse al bando niceno, y Guillermo fue hecho prisionero en la batalla de Pelagonia. Después que Constantinopla fue reconquistada por Miguel en 1261, Guillermo fue liberado en 1262 a cambio de Mistra y el resto de Laconia, que se convirtió en un despotado bizantino, así como de un juramento de lealtad al emperador.
Sin embargo, poco después de su liberación, Guillermo rompió su juramento de fidelidad, y comenzó a buscar alianzas y ayuda de varias naciones occidentales. Informado por el gobernador local bizantino de las acciones de Guillermo, Miguel VIII envió un ejército bajo el mando de su medio hermano, Constantino, contra Guillermo, pero la expedición no tuvo éxito, los bizantinos fueron primero derrotados en la Batalla de Prinitza en 1263 y luego, después del regreso de Constantino a Constantinopla, sufrieron una dura derrota en la batalla de Makryplagi en 1264.
Después de Guillermo, el Principado pasó a Carlos de Anjou. En el Tratado de Viterbo (1267), Carlos recibió Acaya del exiliado Balduino II de Constantinopla, que esperaba que Carlos pudiera ayudarlo a restaurar el Imperio Latino. Carlos y sus descendientes no gobernaron en Acaya personalmente, sino a través de una serie de alguaciles designados. Ellos hicieron sin embargo enviar dinero y soldados para ayudar a defender el principado contra la invasión bizantina.

## El conflicto feudal de Morea (1307-1383)
Para este período el Principado estaba bajo un conflicto de sucesión violenta, que fue originado por el depuesto emperador latino Balduino II que dio el señorío de Acaya como regalo a Carlos I de Sicilia a cambio de apoyo en su intento de reconquistar el trono de Constantinopla, una acción que ignoró los derechos de los Príncipes de Villehardouin de Acaya. Los reyes angevinos de Nápoles posteriormente dieron Acaya como su feudo a una serie de sus propios familiares y seres, que lucharon contra la princesa Margarita de Villehardouin y sus herederos.
Carlos II de Nápoles en un primer momento concedió el feudo de Morea o Acaya a la princesa Isabel de Villehardouin (de la dinastía de Villehardouin), pero la depuso en 1307 y le otorgó a su hijo Felipe I de Tarento, quien en 1313 lo transfirió a Matilda (o Mafalda, o Maud) de Hainaut, la heredera de Isabel de Villehardouin, que se casó con Luis de Borgoña, rey titular de Tesalónica. Pero Margarita, la hija menor de Guillermo II Villehardouin, reclamó sus derechos a partir de 1307. En 1313 ella los reclamó nuevamente sin éxito y luego sus derechos fueron transferidos a su hija Isabel de Sabran, esposa de Fernando de Mallorca. El hijo de Fernando e Isabel, conocido como Jaime el Temerario, fue proclamado príncipe de Morea en 1315 bajo la regencia de su padre, que conquistó el principado entre 1315 y 1316 pero Fernando fue derrotado y ejecutado por Luis de Borgoña y Matilda en 1316. En 1316 Luis de Borgoña murió y el rey Roberto de Nápoles depuso a Matilda y dio el principado a su hermano Juan de Durazzo, con quien Matilda se casó brevemente por la fuerza antes de ser encarcelada.
Desde 1331 los señores feudales comenzaron a reconocer los derechos de Jaime, y en 1333 el reconocimiento fue total. Entonces Juan transfirió sus derechos a su cuñada, Catalina de Valois, titular emperatriz de Constantinopla, la esposa de Felipe I de Tarento, cuyo hijastro Roberto reclamó sus derechos hasta 1346 cuando ella murió. Luego la reclamación fue emitida por el hijo de Felipe y Catalina, Felipe II de Tarento. En 1349 Jaime fue sucedido por su hijo Jaime IV (II de Morea). En 1364 Roberto de Tarento, el hijastro de Catalina e hijo mayor de Felipe I de Tarento, murió. En 1373 Felipe II transfirió sus derechos a su prima y antigua cuñada Juana I de Nápoles, junto con su tercer marido Jaime IV de Mallorca, cuando murió en 1375, dejó su propia demanda del Principado, en el punto en que ella se convirtió más o menos en la indiscutible princesa de Acaya. Sin embargo, cuando Juana fue encarcelada en Nápoles en 1381, Jaime de Baux, nieto de Catalina y sobrino de Felipe II, que en 1374 se había convertido en emperador titular de Constantinopla, aprovechó la oportunidad y tomó Acaya. En 1383, Acaya fue anexado por Carlos III de Nápoles, el sucesor y asesino de la reina Juana de Nápoles, que era el nieto de Juan de Durazzo, y Jaime de Baux fue expulsado. En 1383 el vicario gobierno empezó, durando hasta 1396, bajo los reyes de Nápoles.
En 1404, Ladislao, rey de Nápoles, instaló a Centurión II Zaccaria, el señor de Arkadia (actual Ciparisia), como príncipe. Centurione siguió manteniendo el puesto hasta 1430, cuando la invasión de Tomás Paleólogo, el déspota de Morea, lo obligó a retirarse a su ancestral castillo de Mesenia. Posteriormente casó a su hija y heredera, Catalina, con Tomás, y así a su muerte en 1432, el principado se fusionó con el Despotado de Morea. En 1450, su hijo ilegítimo, Juan Asen, era el foco de rebeliones contra el déspota Constantino Dragases. Sin embargo, la reconquista bizantina tuvo corta duración, ya que en 1460 los otomanos conquistaron el Despotado.